# Higinio Fernández
Higinio Fernández Suárez (Canero, 6 de octubre de 1988) es un ciclista español.
Como amateur, ganó en 2009 la Vuelta a Palencia. Debutó como profesional en 2010 en el equipo Caja Rural y, una vez retirado como ciclista profesional, trabaja en el área de rendimiento del Movistar Team, donde previamente ejerció como auxiliar.

## Palmarés
No ha consiguió victorias como profesional.

## Equipos
- Caja Rural (2010-2011)
- Movistar Team Ecuador (2014-2015)